# Lochband

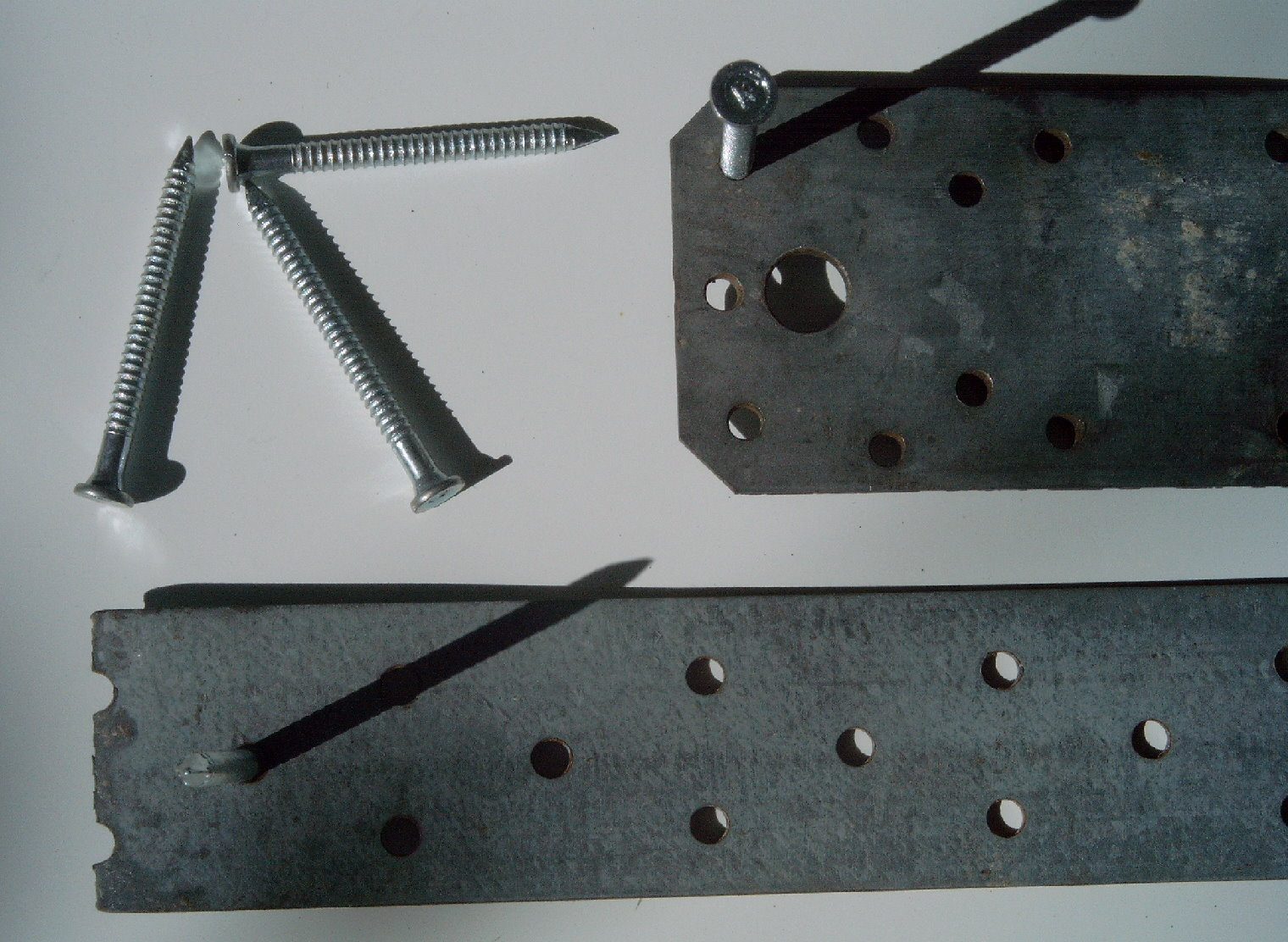
- Ankernägel
- oben rechts ein längliches Lochblech
- unten ein Windrispenband

Ein Lochband ist ein gelochtes Stahl- oder Kunststoffband. Lochbänder existieren in verschiedenen Stärken und Breiten und mit unterschiedlichen Lochmustern. 
Lochbänder aus Stahl dienen als Versteifungs-, Verbindungs- oder Befestigungselemente im Bauwesen. Lochbänder von mehr als zwei Millimeter Stärke werden ebenso wie Lochplatten bzw. Lochbleche zur Verbindung von Holzbauteilen sowie als Windrispenband verwendet.
Lochbänder von bis zu zwei Millimeter Stärke dienen beispielsweise
- zur Verbindung von nachträglich errichteten Trennwänden mit den tragenden Wänden, indem Lochbandstreifen beim Aufmauern in die Mörtelfuge eingelegt werden
- als Montageband zur Befestigung von Rohren und elektrischen Leitungen an Wänden, Decken oder Bodenplatten.

## Windrispenband
Das Windrispenband ist ein mindestens 2 mm starkes und meist 40 bis 60 mm breites Lochband, das anstelle der traditionellen hölzernen Windrispe verwendet wird. Windrispen dienen der diagonalen Versteifung von Dachkonstruktionen und zur Aufnahme der auf die Giebel und Dachaufbauten wirkenden Windlasten, indem sie eine parallele Verschiebung (Scherung) der Sparren verhindern.
Das Windrispenband wird meist an der Oberseite der Sparren eingebaut. Da ein Windrispenband nur Zugkräfte aufnehmen kann, müssen die zu einem Längsverband miteinander verbundenen Sparren durch mindestens zwei diagonal-gegenläufige Bänder ausgesteift werden. 
Zur Aussteifung einer aus Sparren bestehenden Dachkonstruktion ist zusätzlich zu den Windrispenbändern ein Längsverband erforderlich, der durch verschiedene Elemente gebildet werden:
- die Dachlatten,
- mit den Sparren verbundene Pfetten (Längshölzer),
- eine Dachschalung bzw. Beplankung der Sparren und/oder
- durch einen Dachstuhl.

Das Windrispenband muss straff gespannt eingebaut werden. Zu diesem Zweck werden spezielle Spannwerkzeuge angeboten.

### Ausführung
- nach DIN 1052 (Holzbau)
- Endanschluss mit mehr als 12 Sondernägeln 4 × 40 mm